# Bociany (baśń)
Bociany (duń. Storkene) – baśń literacka autorstwa Hansa Christiana Andersena, wydana po raz pierwszy w 1839 roku.

## Publikacja
Baśń literacka Andersena o Bocianach została po raz pierwszy opublikowana przez wydawnictwo C.A. Reitzel w Kopenhadze 19 października 1839 roku w antologii Bajki, opowiadane dla dzieci. Nowa kolekcja. Druga broszura. 1839 (duń. Eventyr, fortalte for Børn. Ny Samling. Andet Hefte. 1839). Pisarz dedykował cały tomik aktorce i poetce Johanne Luise Heiberg, żonie dramaturga i krytyka Johana Ludviga Heiberga. Utwór był dwukrotnie wznawiany za życia Andersena w latach 1849 oraz 1862.
Podstawę dla fabuły stanowi ludowe wierzenie w bociany przynoszące niemowlęta młodym rodzicom. Ptaki te były postrzegane jako symbol szczęścia w folklorze ogólnoeuropejskim, w tym w duńskim. Spełniały szczególną rolę w uświadamianiu sobie cyklu życia. Przesłaniem baśni jest też lekcja o traktowaniu innych z szacunkiem i empatią. Dobroć jest nagradzana, a okrucieństwo karane. Drwienie z bocianów zostaje ukarane.

## Polskie przekłady
Baśń o Bocianach została przetłumaczona na język polski:
- 1890 – Bociany: Wanda Młodnicka (tłum.): Powiastki. Lwów. Brak numerów stron w książce
- 1898 – Bociany: tłum. anonimowe, Baśnie i powiastki dla młodego wieku. Poznań. Brak numerów stron w książce
- 1900 – Bociany: Maria Glotz (tłum.): Nowe powieści czarodziejskie Andersena. T. 1. Warszawa. Brak numerów stron w książce
- 1900 – Bociany: Antonina Gawrońska (tłum.): Opowieści Andersena. Nowy wybór dla młodzieży. Lwów. Brak numerów stron w książce
- 1905 – Bociany: Wanda Młodnicka (tłum.): Wybór bajek Andersena. Lwów. Brak numerów stron w książce
- 1931 – Bociany: Stefania Beylin (tłum.): Baśnie. T. 1–6. Warszawa. Brak numerów stron w książce
- 1938 – Bociany: Adam Przemski (tłum.): Bajki. Kraków. Brak numerów stron w książce
- 1946 – Bociany, Czesław Kędzierski (tłum.): Bajki. Poznań. Brak numerów stron w książce
- 2006 – Bociany: Bogusława Sochańska (tłum.): Baśnie i opowieści. Tom I 1830–1850. Poznań. s. 227–231. ISBN 978-83-7278-194-9. (z oryginału)

## Fabuła
Na dachu ostatniego domu w małym miasteczku znajduje się gniazdo bocianie. Bocianica siedzi w gnieździe z czwórką piskląt, które nie mają jeszcze czerwonych dziobów. Tata-bocian stoi na jednej nodze na kalenicy, jakby pełnił wartę. Dzieci na ulicy zauważają bociany i zaczynają śpiewać o młodych bocianach złośliwą piosenkę. Bocianiątka się boją, ale matka je uspokaja i radzi nie zwracać uwagi. Tylko jeden chłopiec, Peter, uważa, że nie należy drwić ze zwierząt.
Bocianica chwali tatę-bociana i stara się pocieszyć młode. Następnego dnia dzieci znów śpiewają złośliwą piosenkę. Samica obiecuje młodym naukę latania i wyprawę na łąkę po żaby. Opowiada też o wielkim manewrze przed odlotem do ciepłych krajów. Bocianiątka uczą się latać, ale początkowo są niezgrabne. Jedno z piskląt nie chce latać, lecz matka je przekonuje, strasząc zimą i dziećmi. Po kilku dniach wszystkie młode potrafią już unosić się w powietrzu.
Dzieci nadal śpiewają złośliwe wierszyki, co wzbudza gniew bocianiątek. Bocianica nakazuje ćwiczyć, a nie myśleć o zemście. Bociany intensywnie trenują przed odlotem do Egiptu. W czasie manewrów młode sprawdzają się znakomicie i zdobywają najlepsze oceny. Wreszcie bocianica ogłasza czas na zemstę, ale nie krwawą. Bociany lecą do jeziora, skąd przynoszą braciszków i siostrzyczki tym, którzy nie śpiewali złych piosenek. Złośliwy chłopiec dostaje martwego braciszka, a dobry Peter rodzeństwo. Odtąd wszystkie bociany nazywane są – Peter.

## Galeria

Ilustracje baśni Bociany
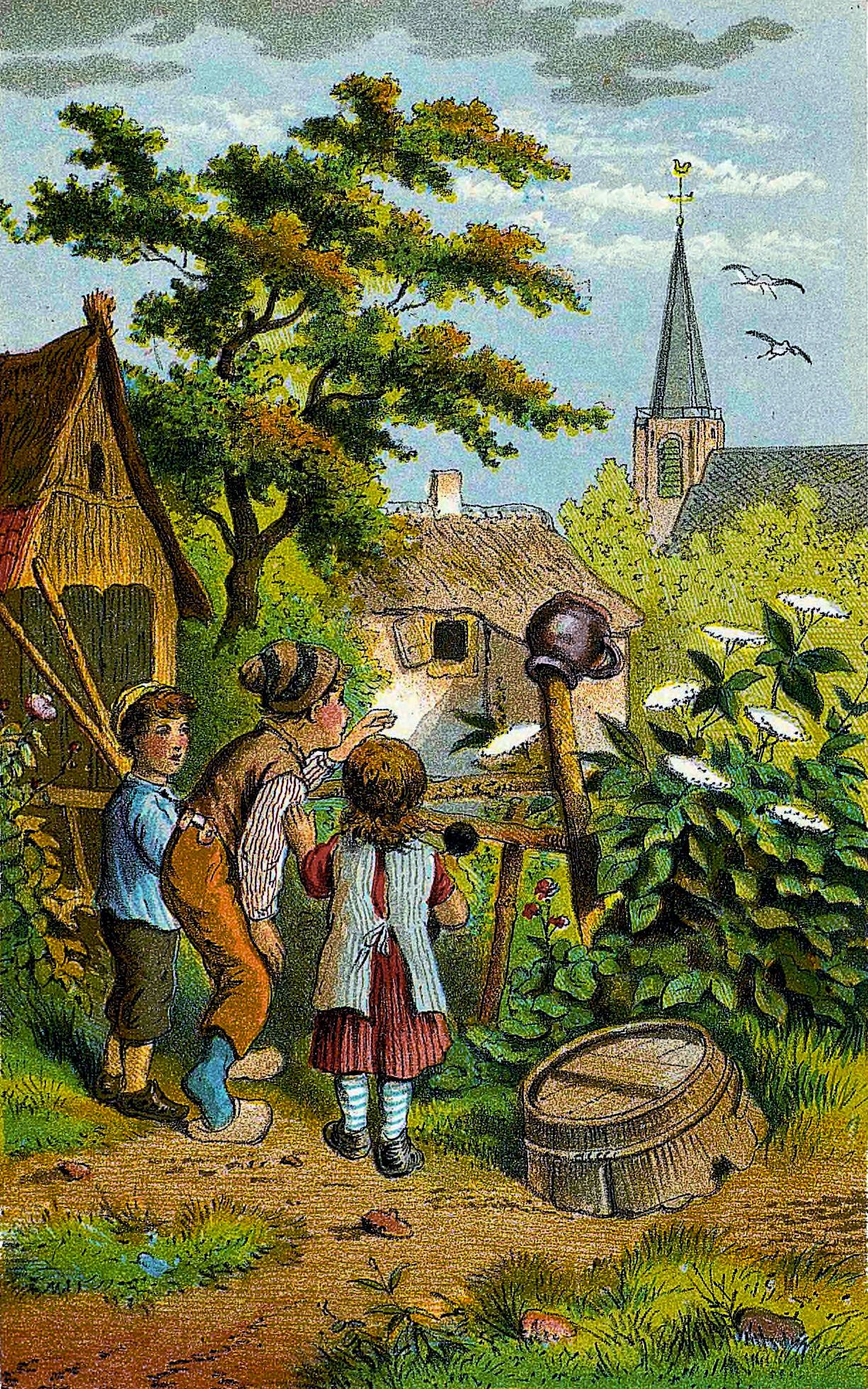
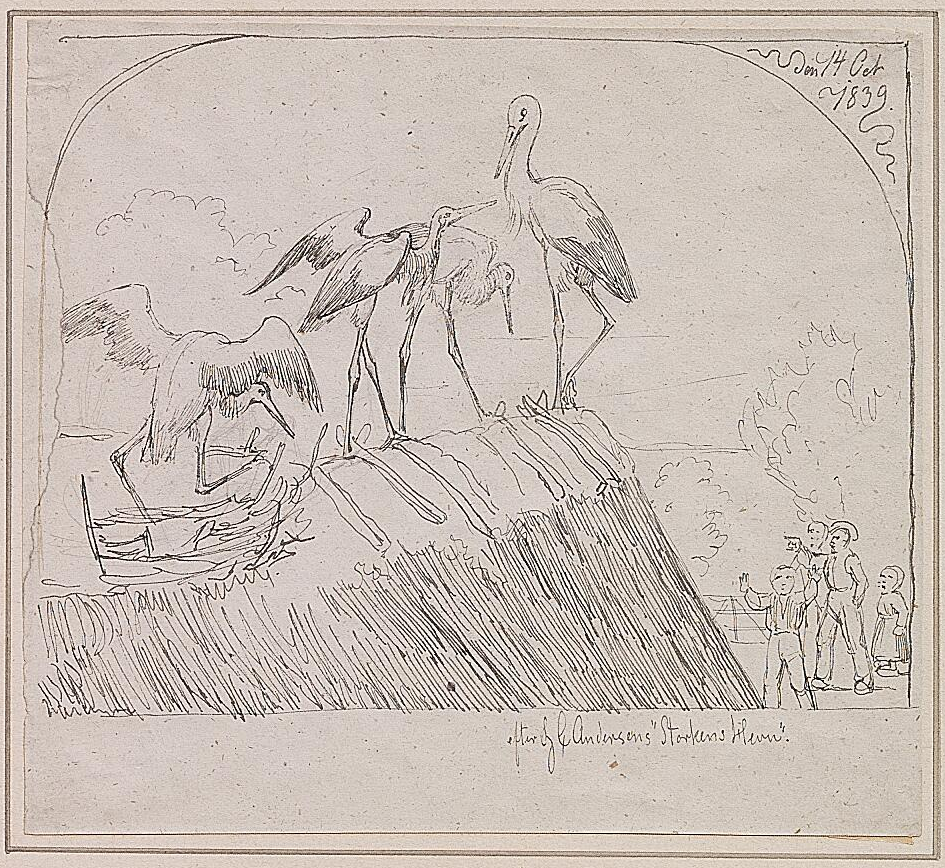
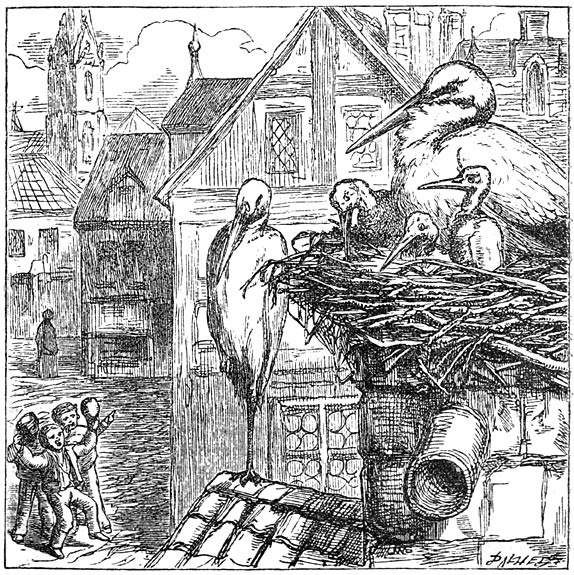
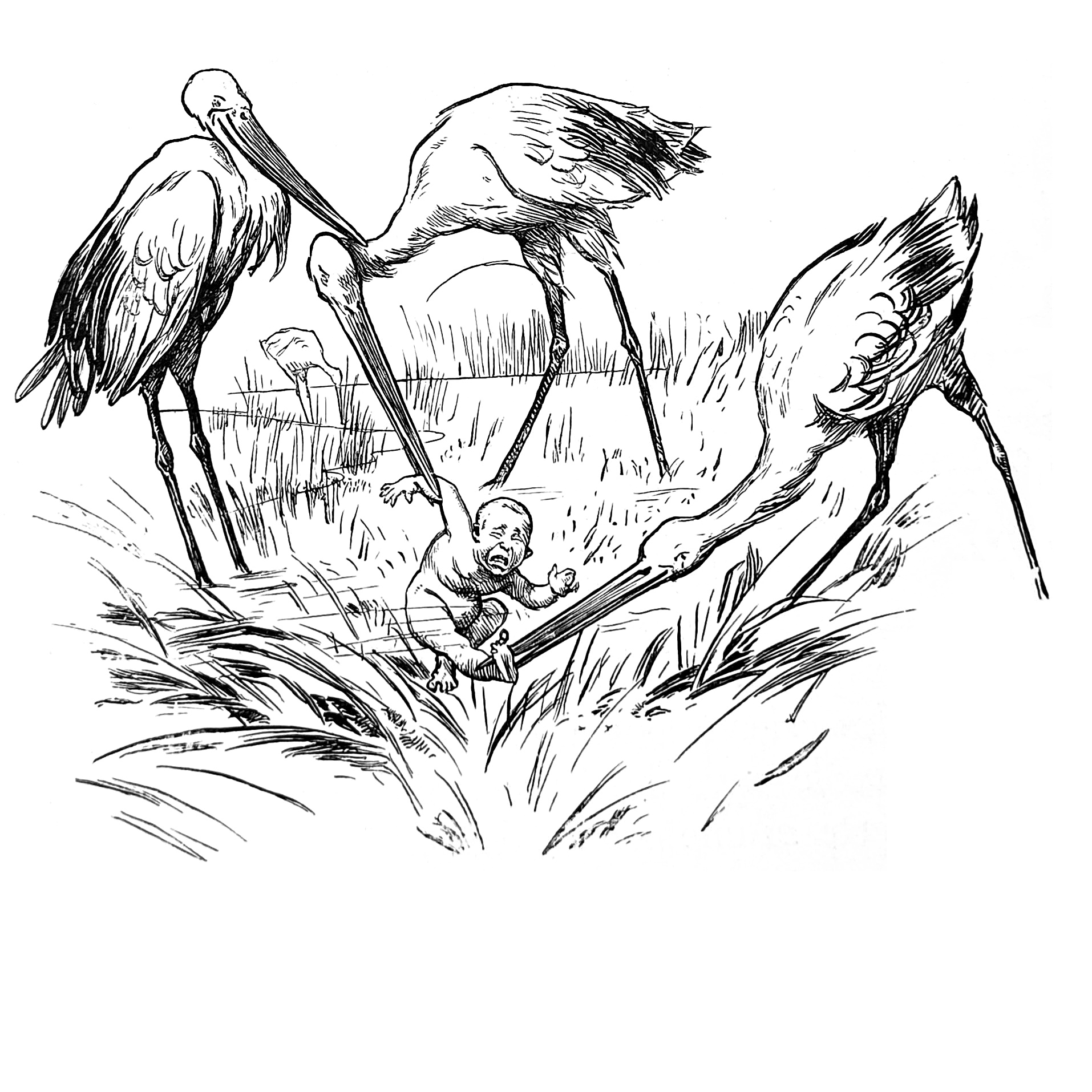
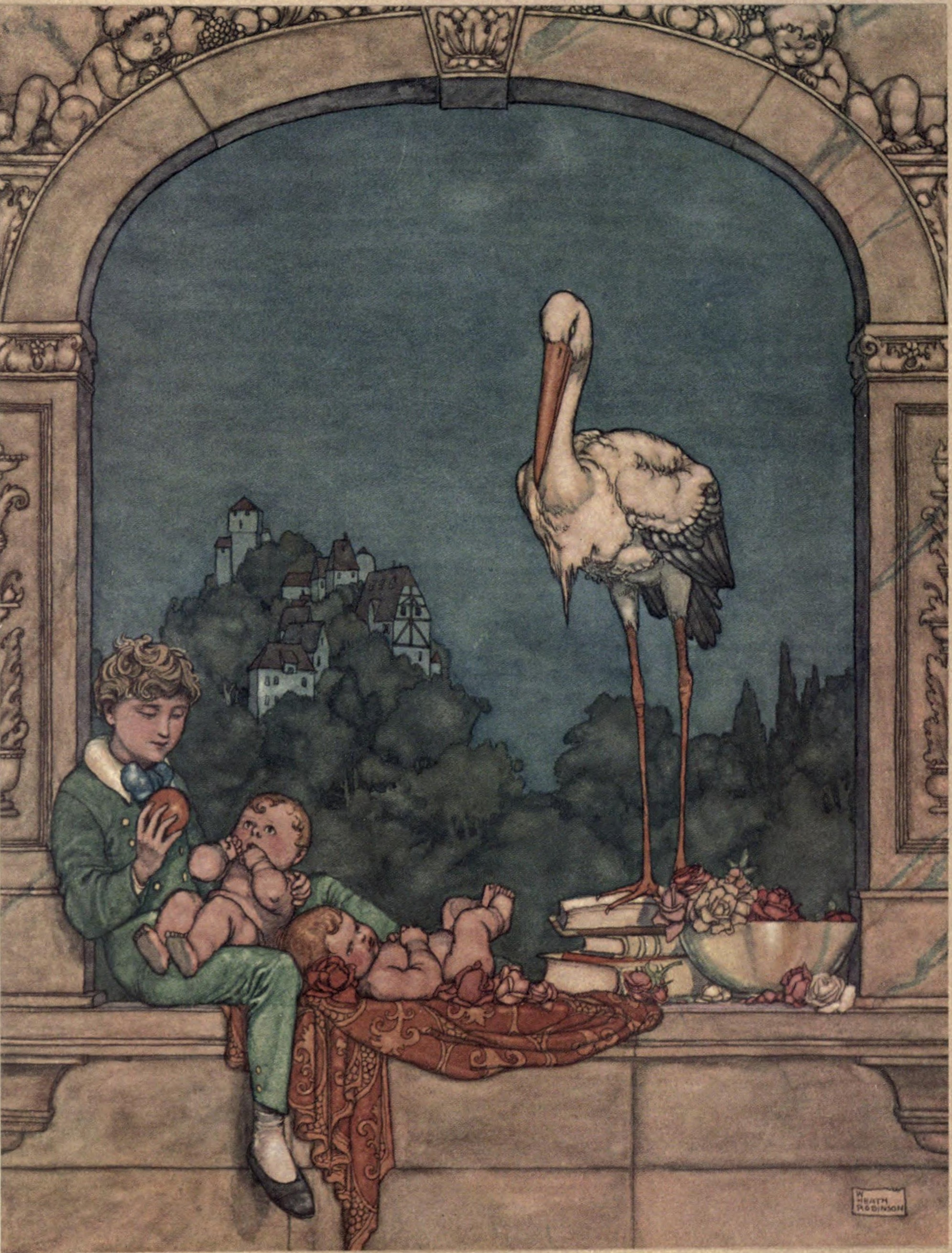